# Melanostigma
Melanostigma – rodzaj ryb z rodziny węgorzycowatych (Zoarcidae).

## Klasyfikacja
Gatunki zaliczane do tego rodzaju:
- Melanostigma atlanticum Koefoed, 1952
- Melanostigma bathium Bussing, 1965
- Melanostigma bellingshauseni Orlovskaya & Balushkin, 2020
- Melanostigma gelatinosum Günther, 1881
- Melanostigma inexpectatum Parin, 1977
- Melanostigma kharini Balushkin & Moganova, 2018
- Melanostigma orientale Tominaga, 1971
- Melanostigma pammelas Gilbert, 1896
- Melanostigma vitiazi Parin, 1980
- Melanostigma flaccidum Waite, 1914
- Melanostigma japonicum Balushkin, 2019
- Melanostigma lazarevi Orlovskaya & Balushkin, 2020
- Melanostigma meteori Balushkin & Orlovskaya, 2019
- Melanostigma olgae Balushkin & Moganova, 2017
- Melanostigma thalassium Orlovskaya & Balushkin 2019

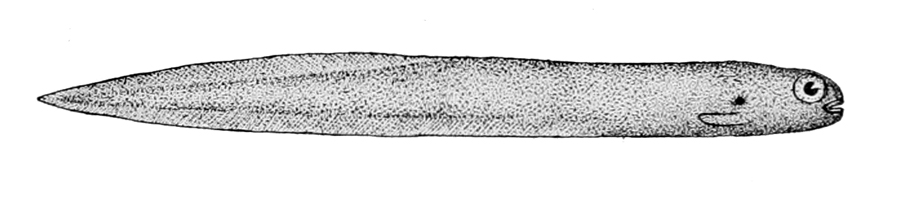
Melanostigma pammelas